# Bruce Arians
Bruce Charles Arians, né le 3 octobre 1952 à Paterson, est un entraîneur américain de football américain.
Il a été entraîneur principal dans la National Football League (NFL) pour les Cardinals de l'Arizona de 2013 à 2017 et des Buccaneers de Tampa Bay de 2019 à 2021. Il était également l'entraîneur principal par intérim des Colts d'Indianapolis pendant la saison 2012.
Il a remporté les Super Bowls XL et XLIII en tant qu'entraîneur assistant des Steelers de Pittsburgh, et le Super Bowl LV en tant qu'entraîneur principal des Buccaneers. Il a été élu meilleur entraîneur de la NFL selon Associated Press en 2012 et 2014.